# Kulmer Kreuz

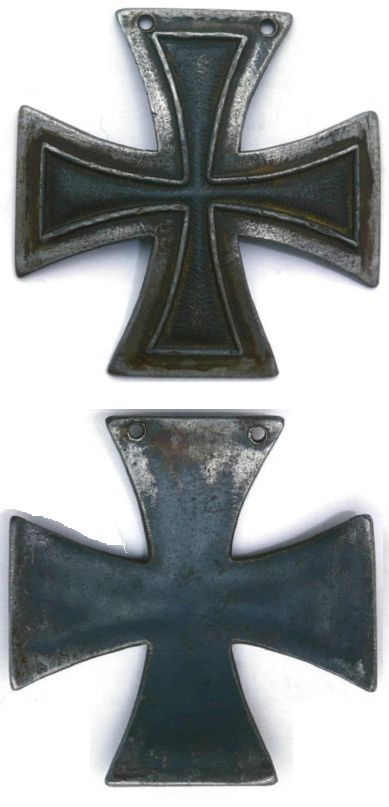
Kulmer Kreuz

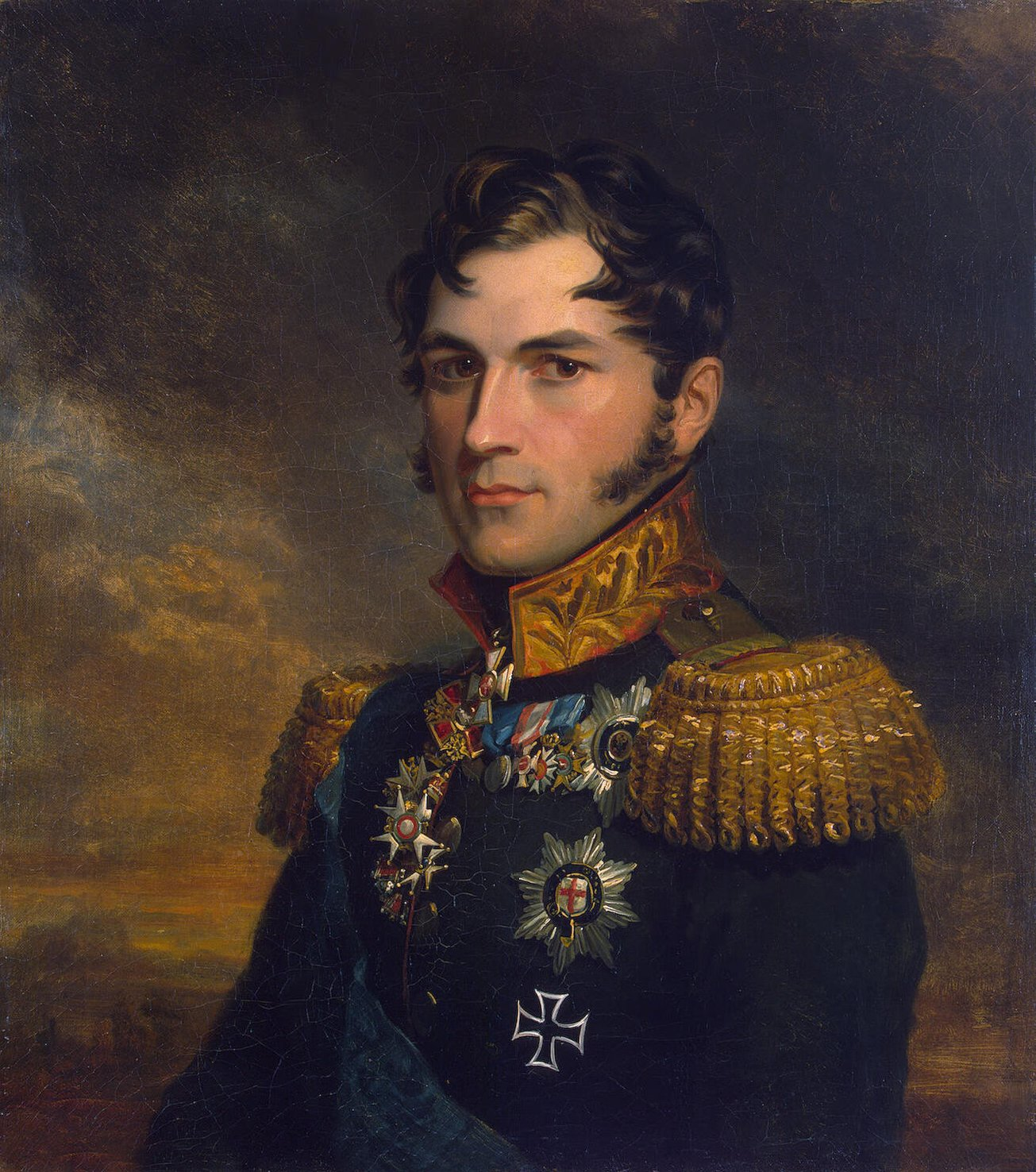
Leopold von Sachsen-Coburg mit Kulmer Kreuz

Das Kulmer Kreuz war eine preußische Kriegsauszeichnung.

## Besonderheit und Stiftungsanlass
Das Kulmer Kreuz wurde, was für deutsche Orden eher ungewöhnlich ist, kollektiv an die Angehörigen der russischen (Garde-)Truppen verliehen, die an der Schlacht bei Kulm am 29. und 30. August 1813 während der Befreiungskriege beteiligt waren. Im Gegensatz zu den sonst üblichen deutschen/preußischen Tapferkeitsauszeichnungen war keine besondere persönliche Leistung Voraussetzung für die Verleihung. Ebenso wenig wurde eine Abstufung hinsichtlich des Dienstgrades vorgenommen. Eine formelle Stiftung fand nicht statt. Die Auszeichnung geht wohl auf persönliche Initiative König Friedrich Wilhelms III. zurück.

## Insigne
Die einstufige Auszeichnung ähnelte stark dem Eisernen Kreuz Erster Klasse, die Trageweise war identisch. Allerdings war das Kulmer Kreuz im Avers glatt. Das Kreuz, das entgegen ursprünglicher Planung nicht aus Stoff, sondern aus Eisenblech bestand, wurde mittels Ösen an der Uniform angenäht.

## Verleihung
Das Kreuz wurde an insgesamt etwa 12000 russische Gardesoldaten verliehen. Offiziere erhielten eine wertvollere Ausfertigung in Silber.